# Archaeological Institute of America
Archaeological Institute of America (AIA) er en nordamerikansk organisation til fremme af arkæologi og besvarelse af arkæologiske fundsteder. Organisationen har sin hovedbase på Universitetet i Boston og har omkring 200.000 medlemmer og cirka 100 lokale grupper.

## Historie
Organisationen blev grundlag i 1879, har siden 1887 udgivet American Journal of Archaeology, og siden 1948 også udgivet magasinet Archaeology.
Organisationen har siden 1965 årligt uddelt Gold Medal for Distinguished Archaeological Achievement.

## Henvisning
- Hjemmeside